# Gorica (żupania kopriwnicko-kriżewczyńska)
Gorica – wieś w Chorwacji, w żupanii kopriwnicko-kriżewczyńskiej, w gminie Rasinja. W 2011 roku liczyła 138 mieszkańców.